# Титовка (Оренбургская область)
Ти́товка — село в Шарлыкском районе Оренбургской области.

## Название
Название село получило по имени одного из переселенцев основателей села. В списке наделов деревни Титовки от 30 сентября 1850 года первым показан Тит Кондратьев Подковырьев, 52 года, возможно поселение и названо его именем.

## География
На северо-востоке от села находится долина Бищекрым. Название происходит от татарского словосочетания «биш чакрым», что означает в переводе «пять километров».
Сухая лощина — в этой лощине нет ни ручья, ни родника, она всегда сухая.
Крутая гора — так называется холм с крутым склоном в 1,5 км северо-восточнее села.

## История
Село основано в 1828 году. Первыми прибыли воронежские однодворцы в числе 108 душ мужского пола, затем в 1833 году — из Рязанской губернии в количестве 162 человека мужского пола.

## Население
| 2010 |
| ---- |
| 231  |

## Улицы
Село имеет такие улицы: Жебеляк, Курмыш, Мыльный, Серединка (расположена посредине села), Красный городок (был центр села, находился магазин), Устиновка (в крайнем доме у пруда жил дед Устин). По селу течет ручей Безымяный, названный так за то, что долгое время он не имел названия.

## Известные люди
Уроженка села — Наина (Анастасия) Иосифовна Ельцина (до замужества Гирина), (род. 14 марта 1932) — вдова первого Президента России Бориса Николаевича Ельцина.